# کریستوفر هال
کریستوفر هال (انگلیسی: Christopher Hall؛ زادهٔ ۳۰ مارس ۱۹۵۷) تهیه‌کننده تلویزیونی اهل بریتانیا است.
از فیلم‌ها یا مجموعه‌های تلویزیونی که وی در آن‌ها نقش داشته‌است، می‌توان به دراکولا، هزارتو، پنهان، غرور، سگ باسکرویل، پوآرو و خطاهای نرم‌افزاری اشاره نمود.